# Brzozów (Skierniewice)
Pour les articles homonymes, voir Brzozów.
Brzozów est une localité polonaise de la gmina et du powiat de Skierniewice en voïvodie de Łódź.